# 무지개동굴
무지개동굴(무지개洞窟)은 평양원산관광도로에 있는 왕복 2차선의 터널이며 길이 4,135m로 조선민주주의인민공화국에서 가장 길다.

## 같이 보기
- 평양원산관광도로